# Judentum in Timișoara
Die Geschichte der Juden in der westrumänischen Stadt Timișoara (deutsch Temeswar) reicht bis vor das 17. Jahrhundert zurück.

## Geschichte
→siehe auch Geschichte der Juden in Rumänien
Bereits im 2. und 3. Jahrhundert hatten sich Juden im Banat angesiedelt. Nach der systematischen Vertreibung der Juden aus Spanien im Jahre 1492 ließen sich viele Sepharden im damaligen osmanischen Reich, im östlichen Mittelmeerraum, auf dem Balkan, aber auch im Banat nieder.
In Temeswar wurden sie „spaniolische“ Juden genannt. Aufzeichnungen über  deutsche Aschkenasen in Temeswar gehen auf den Anfang des 18. Jahrhunderts zurück.
Die älteste Grabinschrift auf dem Alten Sephardischen Friedhof in der Strada Liniștei Nr. 3 ist auf dem Grab des 1636 verstorbenen Rabbiners Azriel Assael zu finden. Ein Jahrhundert später wurde dem Rabbi Meir Amigo mit vier Gefährten aus Istanbul erlaubt, sich in der Stadt niederzulassen.
Die Judengemeinde im damaligen Temeswar, 144 Personen stark, fand ausdrückliche Erwähnung in Übergabedokumenten der Festung, die 1716 vom türkischen Festungskommandanten für den Heerführer der österreichischen Armee Eugen von Savoyen nach dem Venezianisch-Österreichischen Türkenkrieg aufgesetzt wurden. Das Toleranzpatent von 1783 führte zu einer Emanzipation der Judengemeinde.
Insgesamt wurden in der Stadt nach 1863 sechs Synagogen errichtet.
Als Glaubensrichtung setzte sich mit der Zeit das konservative Judentum mit neologen Strömungen durch.
1920 wurden 8307 Menschen jüdischer Abstammung gezählt, ungefähr ein Zehntel der damaligen Gesamtbevölkerung der Stadt. Nach dem Ersten Weltkrieg nahm der Antisemitismus zu, besonders in der zweiten Hälfte der 1930er Jahre. 1936 warfen Mitglieder der Eisernen Garde während der Aufführung einer jüdischen Theaterproduktion eine Bombe in das Publikum, wobei zwei Menschen starben. Das Schächten wurde 1938 gesetzlich verboten, und 1939 wurde etwa 1000 Juden die rumänische Staatsbürgerschaft entzogen.
Durch die Deportation vieler Juden aus ländlichen Bereichen in größere Städte schwoll die jüdische Population in Timișoara im Juli 1941 auf 11.788 Personen an (siehe auch Geschichte Rumäniens#Zweiter Weltkrieg). Am 4. August 1941 wurde die überwiegende Zahl der männlichen Juden zwischen 18 und 50 Jahren in Zwangsarbeitslager verbracht. Nach Bittgesuchen der jüdischen Gemeinde wurden einige entlassen oder kamen zumindest in der Umgebung der Stadt zum Arbeitseinsatz. Zwischen 1941 und 1942 wurde ein Großteil des jüdischen Eigentums an Gebäuden von rumänischen Behörden konfisziert.
Am 17. August 1942 gab der rumänische „Staatsführer“ Marschal Ion Antonescu seine Einwilligung zu den Deportationen von Juden aus Arad, Timișoara und Turda. 2833 Menschen aus Timișoara wurden darauf bis 1943 verschleppt. Etwa 100 Juden wurden in die Lager Transnistriens verbracht.
Ab 1943 flohen viele ungarische Juden über die nahegelegene Grenze nach Timișoara. Die Fluchtwelle erreichte im Sommer 1944 ihren Höhepunkt. Nach dem Königlichen Staatsstreich am 23. August 1944 kam der Strom jedoch fast völlig zum Erliegen. 1947 lebten etwa 13.600 Juden in der Stadt. In der Zeit der kommunistischen Herrschaft wanderte der größte Teil der Menschen jüdischer Abstammung aus, die meisten davon nach Israel. Vielen rumänischen Juden wurde auf der Grundlage von zwischenstaatlichen Geheimabkommen, ähnlich dem Freikauf von Rumäniendeutschen, die Ausreise nach Israel ermöglicht. Allerdings wurden keine Kopfgelder, sondern Wirtschaftsgüter als Gegenleistung erbracht.
Von den ehemals sechs Synagogen bestehen heute noch die Synagoge in der Innenstadt (3000 Plätze), die Synagoge in der Fabrikstadt und die Synagoge in der Josefstadt, wobei die letztere die einzige noch aktive Synagoge ist. Die erstgenannten zwei Synagogen wurden geschlossen und sind mittlerweile (20xx) vom Verfall bedroht. Mit ihren Gläubigen stellt die Stadt Timișoara einen deutlichen Teil der noch etwa 9000 Mitglieder starken jüdischen Gemeinschaft in Rumänien dar. Bei der Volkszählung von 2002 wurden 367 jüdische Bewohner in der Stadt ermittelt.

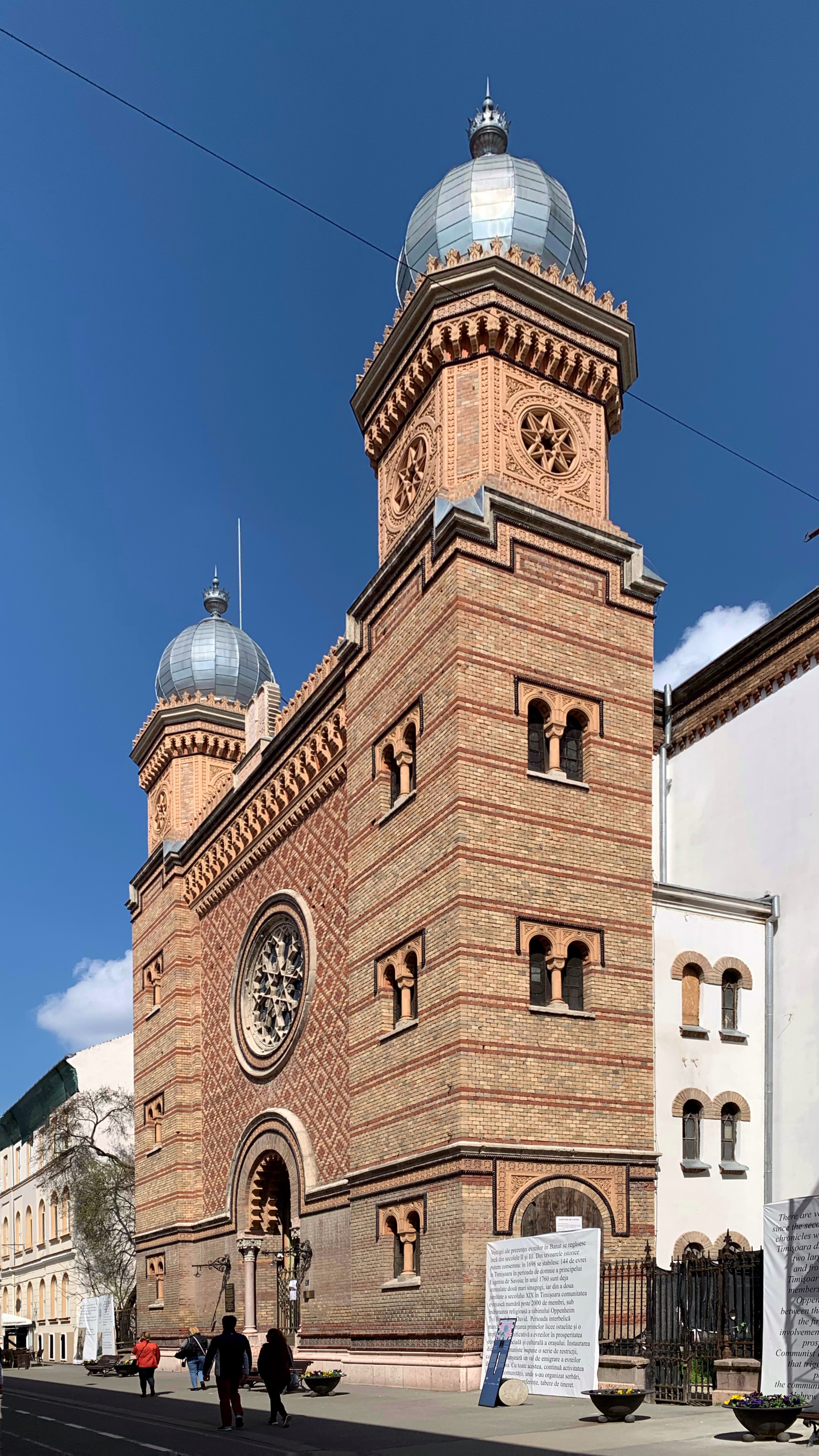
Synagoge in der Innenstadt, 2008
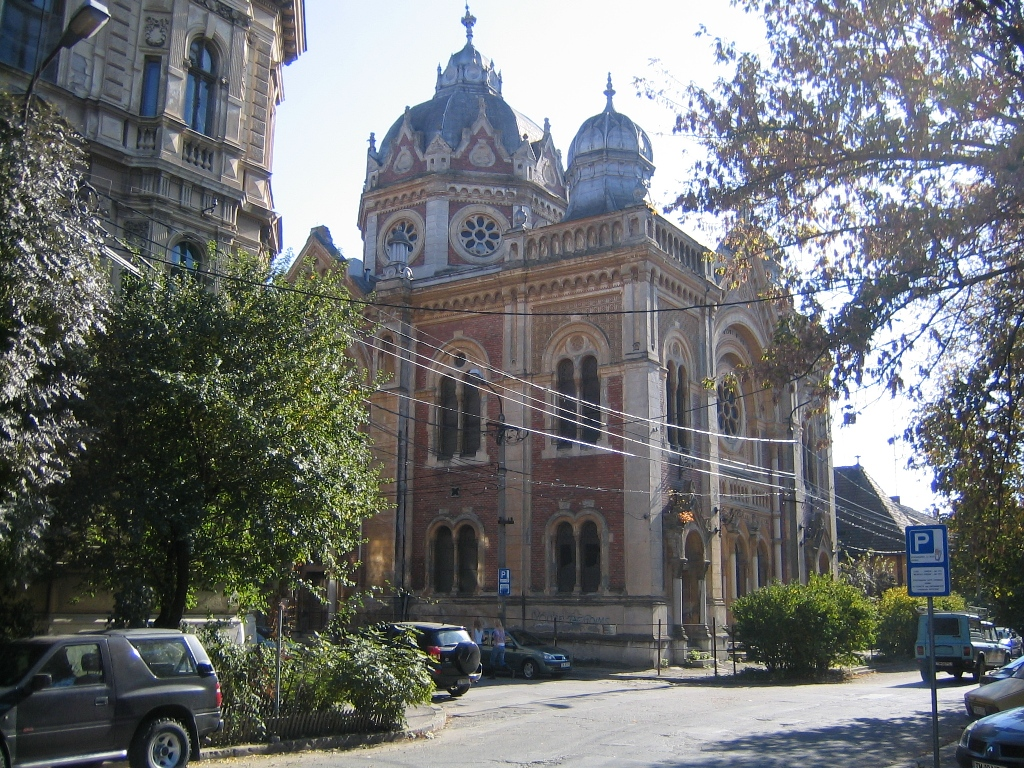
Synagoge in der Fabrikstadt, 2006
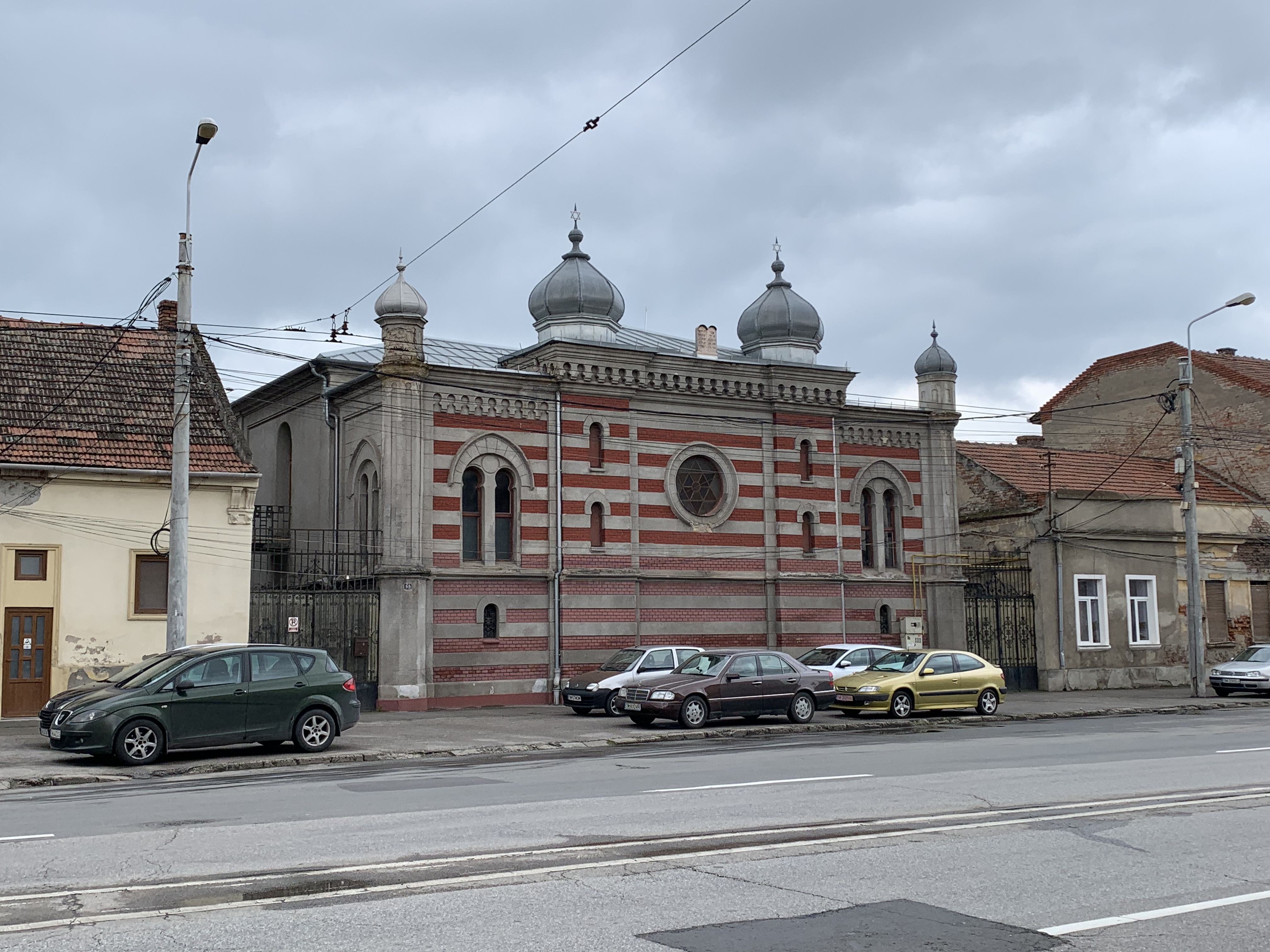
Synagoge in der Josefstadt, 2023